# Mucor
Mucor es un género de hongos de la familia Mucoraceae, orden Mucorales, que forman mohos con delicados filamentos tubulares blancos y esporangios negros esféricos. 

## Descripción
Las colonias de este género fúngico suelen ser de color blanco a beige o gris y de rápido crecimiento. Las colonias en el medio de cultivo pueden crecer varios centímetros de altura. Las colonias más viejas se vuelven de color gris a marrón debido al desarrollo de esporas.
Las esporas o esporangiosporas de Mucor pueden ser simples o ramificadas y formar esporangios globulares apicales que están sostenidos y elevados por una columela en forma de columna. Las especies de Mucor se pueden diferenciar de los mohos de los géneros Absidia, Rhizomucor y Rhizopus por la forma e inserción de la columela y la falta de estolones y rizoides. Algunas especies de Mucor producen clamidosporas. Forman mohos con hifas irregulares no septadas que se ramifican en ángulos amplios (>90°).
Mucor mucedo (especie tipo) utiliza la reproducción asexual. Cuando se forman esporangióforos hifales erectos, la punta del esporangióforo se hincha para formar un esporangio globoso que contiene esporangiosporas haploides uninucleadas. Una extensión del esporangióforo llamada columela sobresale en el esporangio. Las paredes del esporangio se rompen fácilmente para liberar las esporas, que germinan rápidamente para formar un nuevo micelio en sustratos apropiados.
Durante la reproducción sexual, las cepas compatibles forman hifas cortas y especializadas llamadas gametangios. En el punto donde se fusionan dos gametangios complementarios, se desarrolla un zigosporangio esférico de paredes gruesas. El zigosporangio típicamente contiene una sola zigospora. Dentro de él se producen la cariogamia nuclear y la meiosis (recombinación sexual).

## Especies
M. corymbilfer es una especie saprofita del suelo que se encuentra con frecuencia sobre el pan mohoso y las patatas en putrefacción, que se ha aislado en ocasiones de casos de otomicosis en el ser humano.
M. mucedo es una especie saprofita común del suelo que produce putrefacción de las frutas, los alimentos horneados y los insectos, y que a veces se aísla como contaminante de los pies y la piel, pero cuya patogenicidad para el hombre no está comprobada.
M. pusillus es una especie encontrada en el pan húmedo parecida a M. mucedo, patógena para el conejo y aislada en ocasiones de casos de otomicosis en el ser humano.
M. racemosus es un moho del suelo y de los frutos enfermos, aislado ocasionalmente de casos de otomicosis.
M. ramosus es denominada actualmente Absidia ramosa.
M. rhizopodiformis se conoce en la actualidad como Absidia corymnifera.

## Fuente
- Diccionario Enciclopédico Ilustrado de Medicina Dorland. 1996. McGraw-Hill - Interamericana de España. Vol. 4. ISBN 84-7615-986-2.

## Weblink
- Casos de Mucor en FungiQuest

- Datos: Q310801
- Multimedia: Mucor / Q310801
- Especies: Mucor